# Église Saint-Pierre de La Chapelle-Bâton
Pour les articles homonymes, voir Église Saint-Pierre-ès-Liens.
L'église Saint-Pierre est une église catholique située à La Chapelle-Bâton, en France.

## Localisation
L'église est située dans le département français de la Vienne, sur la commune de La Chapelle-Bâton.

## Historique
L’église Saint-Pierre possédait un clocher central en bois avant qu’il soit remplacé en 1979 par un simple clocher-arcade.
L'édifice est inscrit au titre des monuments historiques en 1993.

## Descriptif
L'église, alignée le long de la route, est d'un plan simple, commune aux édifices religieux des campagnes : elle est, en effet, à nef unique.
Sa façade est en pignon.
L'entrée est, paradoxalement, au sud et non à l'ouest comme normalement dans toutes les églises : le chœur doit en effet, être orienté vers l'est, c'est-à-dire vers Jérusalem.
Le portail avec ses rinceaux est très abimé et mérite une restauration.
La façade occidentale est totalement aveugle. Elle est encadrée par d'épais contreforts qui scandent tout l'édifice. 
Au nord, on voit encore une tourelle d'escalier qui donnait accès à l'ancien clocher central en bois.
Les chapiteaux blanchis de chaux représentent des dragons affrontés. Au mur du fond, dans ce qui était autrefois l'entrée du chœur un griffon blesse à l'oreille un personnage aux cheveux comme des flammes. Le style de ce chapiteau rappelle celui de l'église Saint-Pierre de Chauvigny.

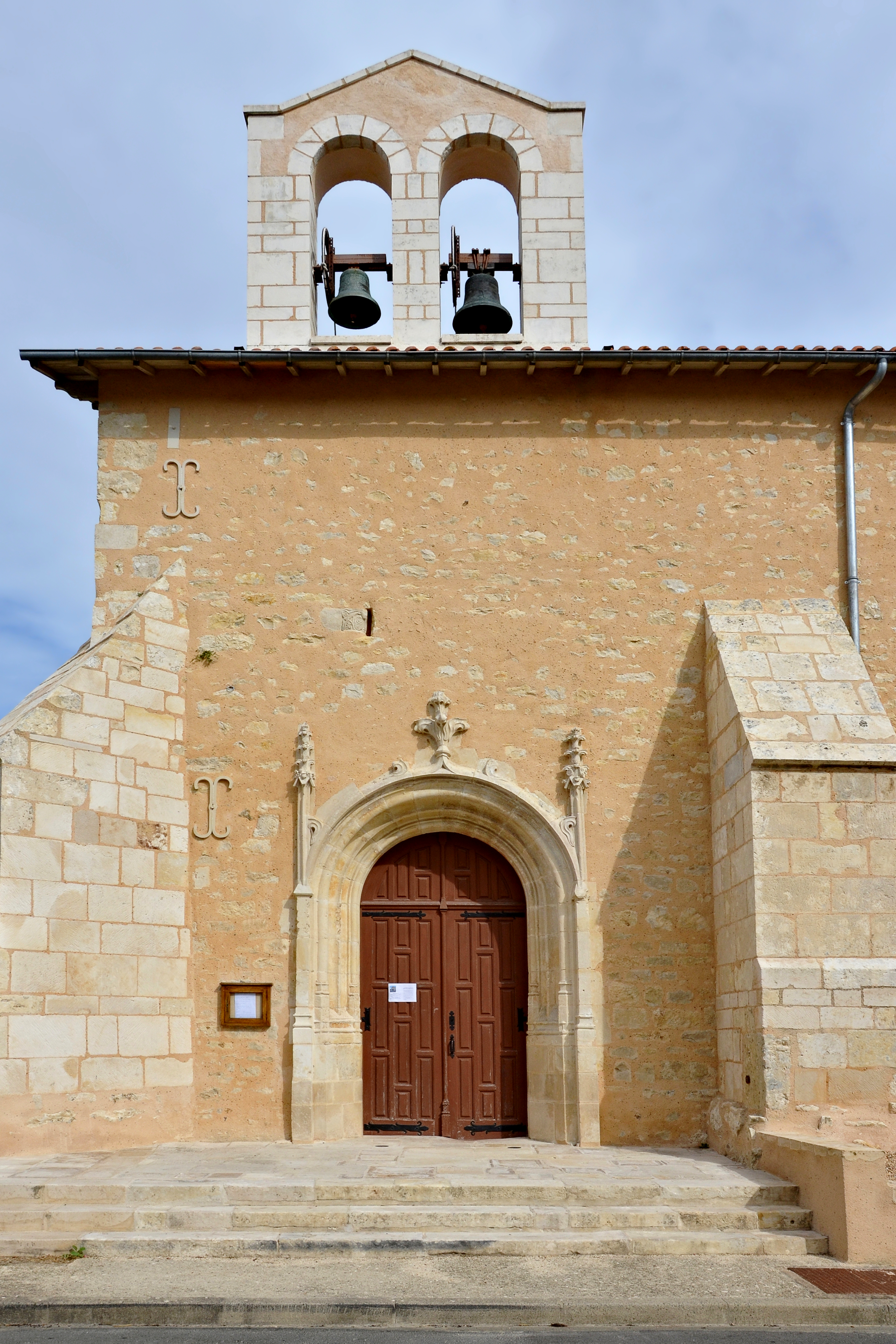
Portail, clocher et contreforts
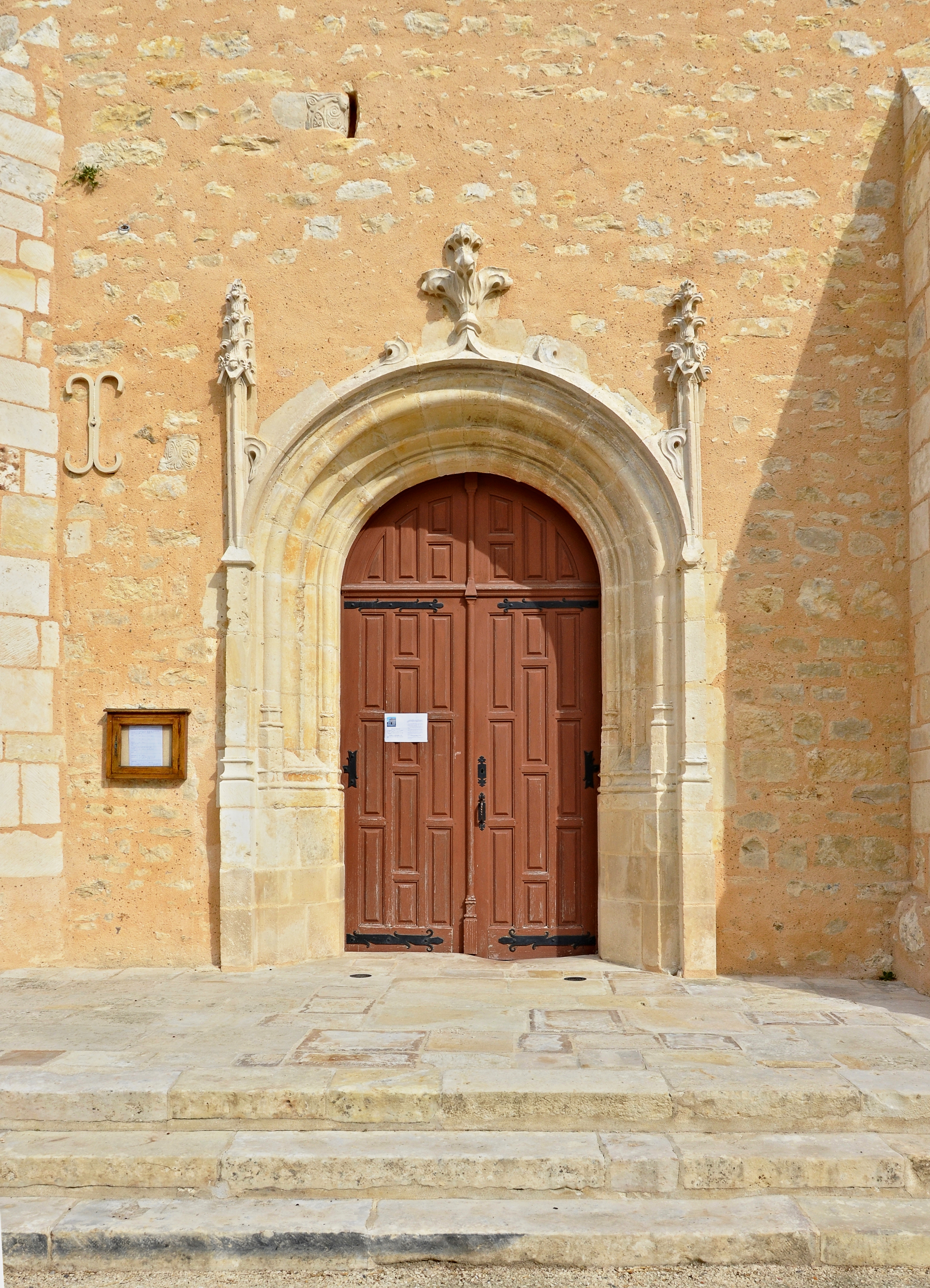
Le portail
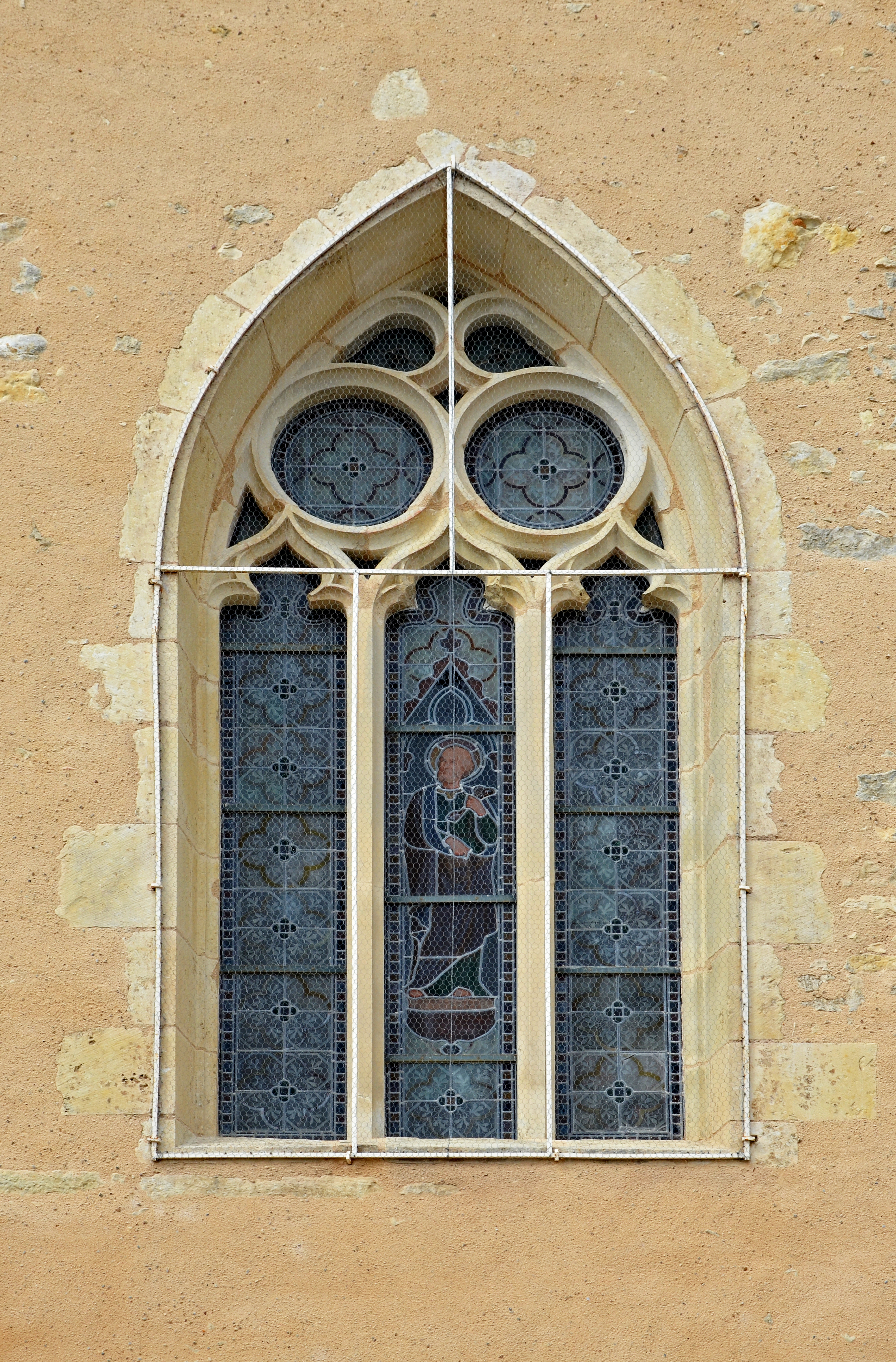
Fenêtre du chevet

## Peintures murales
La peinture murale représentant le martyre de saint Blaise, datée de la limite entre le XVe et le XVIe siècle, est classée à titre objet des monuments historiques au titre objet en 1913.